# Saphenophis tristriatus
Saphenophis tristriatus là một loài rắn trong họ Rắn nước. Loài này được Rendahl & Vestergren mô tả khoa học đầu tiên năm 1941.